# Los toros de Burdeos

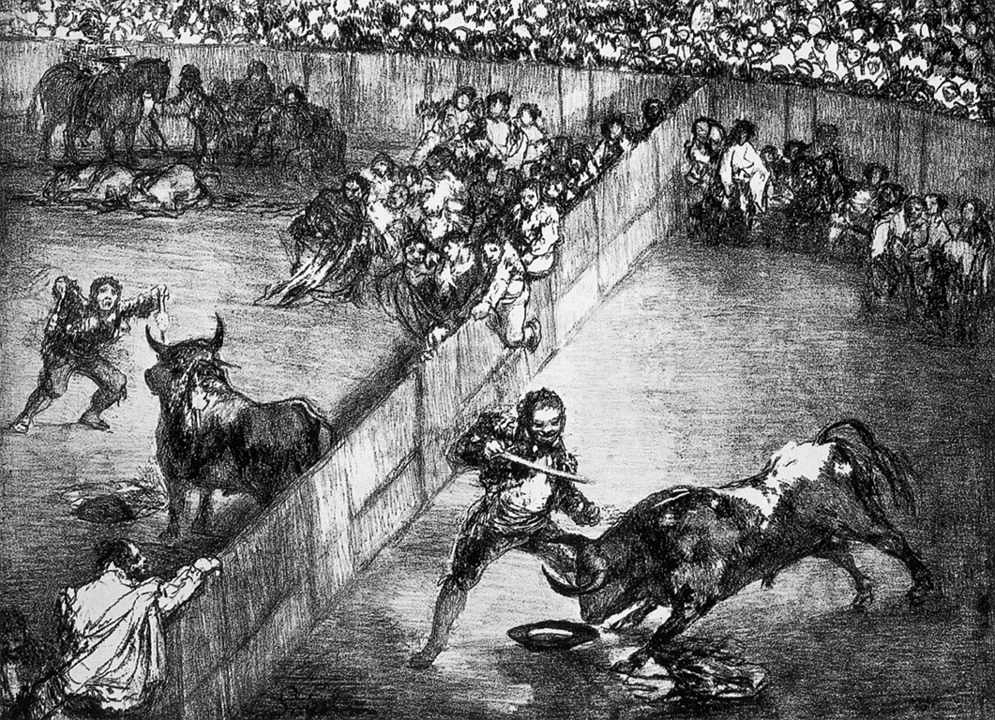
«Plaza partida», la última litografía de la serie Los toros de Burdeos. Se representa la ejecución simultánea de la suerte de banderillas, a la izquierda, y la de matar recibiendo y sin muleta, a la derecha, con la multitud encaramada en los estribos de la plaza.

Los toros de Burdeos es una serie de cuatro litografías que el pintor español Francisco de Goya realizó entre 1824 y 1825 en la ciudad francesa de Burdeos. A diferencia de la serie en aguafuerte de La tauromaquia, que se ocupó de reflejar corridas de toros profesionales y lances de toreros muy conocidos, en esta el artista prefiere representar novilladas y festejos populares donde, junto a los lidiadores, se refleja también la brutalización colectiva de la masa, con estilo  expresionista, coral y trágico.

## Contexto
Tras el regreso del rey, la abolición de la obra de las Cortes de Cádiz y el fin de las esperanzas liberales, un Goya ya anciano abandonó España en 1824 y, tras una visita a París, se instaló en Burdeos. Allí entró en contacto con Cyprien Gaulon, que poseía un taller litográfico y Goya decidió trabajar esta técnica, aparecida pocos años antes, de la litografía. Volvió a tratar el tema taurino, ensayado en su larga serie La tauromaquia, pero esta vez desde una perspectiva más pintoresca y popular, donde el público asistente tiene tanta importancia como la lidia misma, en un momento en que el exotismo de las costumbres comienza a ser muy apreciado en Europa gracias al Romanticismo.

## Datación
En una carta fechada el 6 de diciembre de 1825 y dirigida a Joaquín María Ferrer, un su amigo exiliado en París, Goya menciona el envío de una estampa sobre tema taurino y le pregunta sobre la posibilidad de comercializarlas. En la misma carta, comenta que tiene otras tres estampas más del mismo tamaño y temática torista, lo que permite conocer que la serie completa de las cuatro litografías estaba finalizada para esa fecha.  
Se hizo una tirada de 100 ejemplares y fueron registradas en el Depósito Legal francés el 17 y 29 de noviembre de 1825 y el 23 de diciembre de ese mismo año. 

## La serie
La serie está formada por cuatro litografías, consideradas todas ellas máxima expresión de la técnica litográfica y del expresionismo goyesco, adelantado a su época:

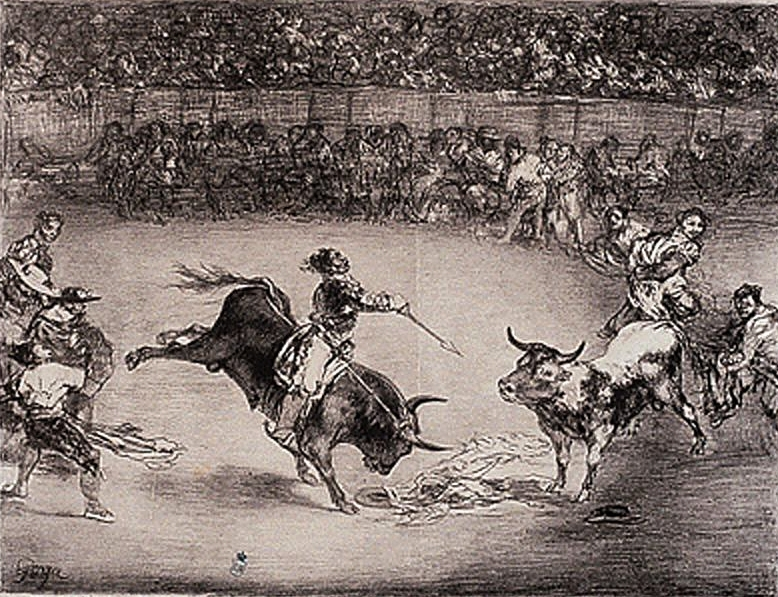
«El famoso americano Mariano Ceballos».
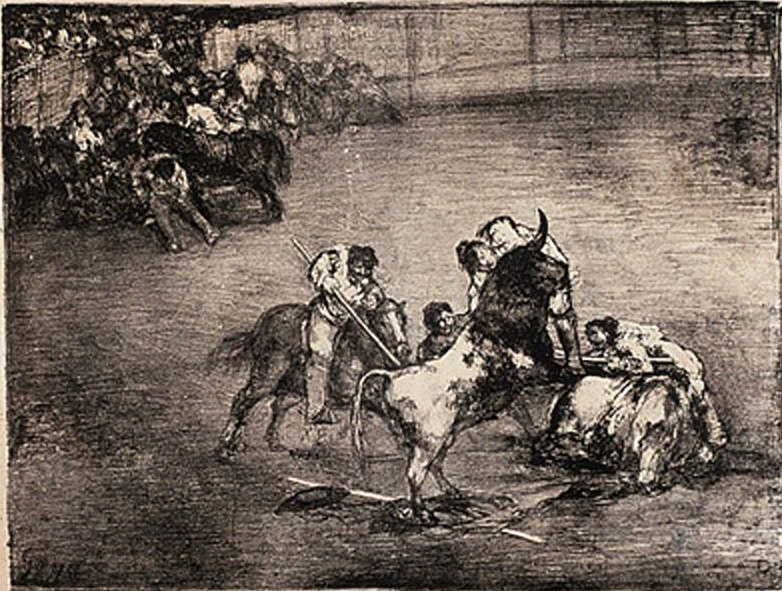
«Bravo toro».
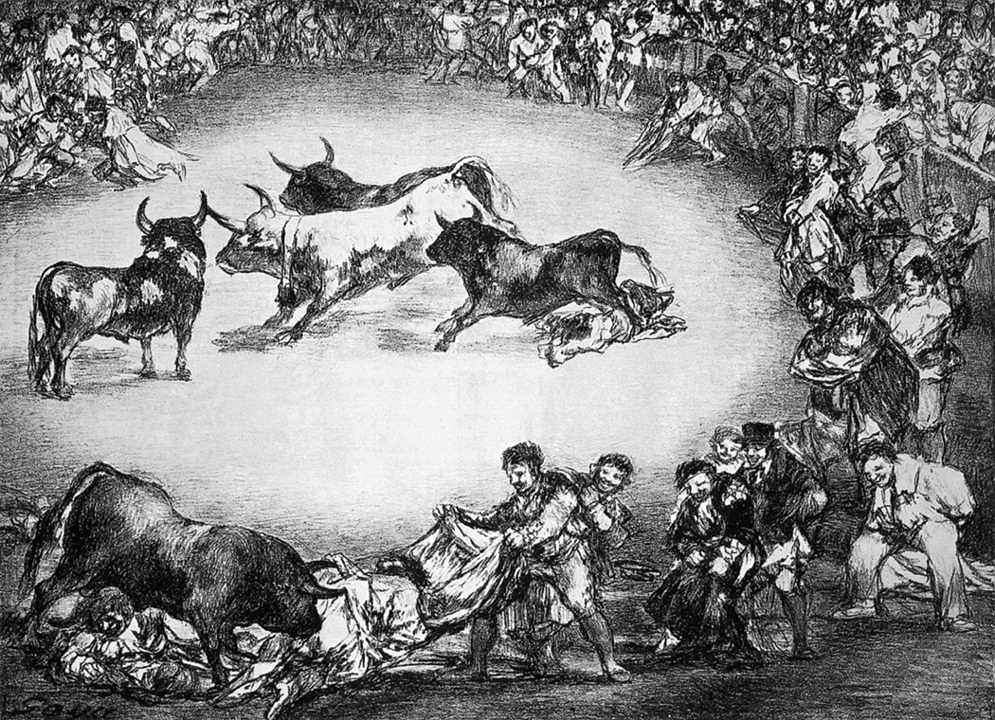
«Diversión de España».
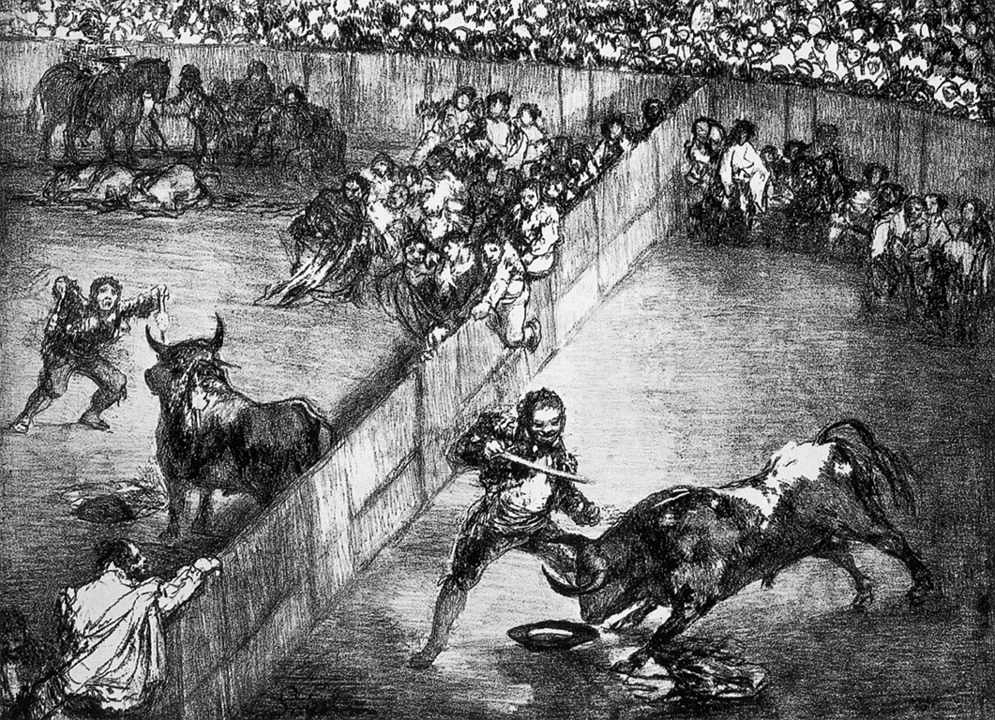
«Plaza partida».

### El famoso americano Mariano Ceballos
Goya vuelve a representar al personaje de las estampas 23 y 24 de La Tauromaquia, el indio americano Mariano Ceballos. Al igual que en la estampa 24, aparece montado sobre un novillo, que lo sacude y zarandea de forma brutal, mientras el indio intenta rejonear a un toro. Aquí, sin embargo, se muestra una masa de público de forma coral y prominente. Es la imagen clásica de un rodeo americano.

### Bravo toro
En esta estampa el toro es el máximo protagonista. Se representa una espectacular cogida, que expresa toda la fuerza y fiereza del animal frente a los personajes humanos, «pobres guiñapos lastimosos» en palabras de Cossío, que tratan de defenderse como pueden. El novillo levanta con su pitón a un lidiador casi inerte de forma brutal, mientras un picador trata en vano de arremeter contra el toro, en una imagen que recuerda la cogida de Pepe-Hillo, que Goya ya había ensayado en uno de los grabados que finalmente había desechado en la Tauromaquia. Un picador atrincherado tras su caballo derribado trata también de aplicarle una vara a la fiera para separarla. Al fondo, se aprecia una masa informe de gente junto a la barrera, en actitud de huida, al lado de un caballo y el picador caído.

### Diversión de España
Esta litografía ofrece la visión de una capea popular con novillos, en la que participan numerosos personajes representados circularmente de forma grotesca y carnavalesca, mientras las fieras se muestran en el centro del ruedo entre asombradas y agresivas. En opinión de Cossío, la estampa tiene «un sesgo tragicómico de mascarada sangrienta» que evoca las actitudes antitaurinas ilustradas y precede a las de los noventayochistas:

En primer término, un toro hinca sus cuernos a una víctima, mientras pisotea a otro aficionado ya caído. Los que acuden al quite no sienten en modo alguno ni la compasión ni la tragedia, sino que sonríen estúpida y grotescamente, como una carnavalada trágica, borrachos de vino o de barbarie.
José María de Cossío.

### Plaza partida
Se representa la ejecución simultánea de dos escenas en un ruedo dividido diagonalmente por una valla: en el lado izquierdo se ejecuta la suerte de banderillas, y en el derecho la suerte de matar recibiendo y sin muleta, con la multitud invadiendo parcialmente el ruedo, encaramada en las talanqueras y los estribos de la plaza.
En opinión de Cossío, tanto en esta como en la lámina anterior «lo que nos sorprende es la brutal expresión deformadora que Goya presta a los rostros de los actores, la estúpida sonrisa de insania de los lidiadores, la expresión de embriaguez colectiva que se refleja en los rostros idiotizados: [...] visiones de una humanidad bestial e instintiva que sonríe ante la sangre y arriesga su vida con estúpida indiferencia.».

## Análisis del conjunto
La litografía permite a Goya trabajar de forma más rápida y directa que con el aguafuerte que emplea en la Tauromaquia. Además, a diferencia de esta, la serie de Burdeos tiene un tono coral y expresionista, donde la acción individual del lidiador se funde con un fondo formado por una masa de gente, brutalizada e informe.
Esta serie de litografías de Goya es una de las más representativas del expresionismo de la última etapa del pintor, la de la Quinta del Sordo, y las alienta el mismo impulso deformador y sarcástico que a las Pinturas negras: la complacencia en la representación de una brutalización colectiva pone una tan gran y extraña novedad en algunos aspectos de la obra del maestro, que alumbra en este sentido futuros y extraños caminos del arte de nuestro tiempo». (Cossío, op. cit.))